# Pavel Nachimov
Pavel Stěpanovič Nachimov (rusky Павел Степанович Нахимов; 23. červnajul./ 5. července 1802greg. – 30. červnajul./ 12. července 1855greg.) byl ruský admirál, který se proslavil především jako velitel ruských námořních i pozemních vojsk v bitvě o Sevastopol během krymské války, kde dne 12. července 1855 padl. Roku 2008 byl zvolen do padesátky největších osobností ruských dějin.
Roku 1947 byl o něm natočen sovětský film Admirál Nachimov. Na jeho počest bylo pojmenováno několik ruských a sovětských válečných lodí: pancéřový křižník Admiral Nachimov, lehký křižník třídy Světlana Admiral Nachimov (dostavěn jako Červona Ukrajina), lehký křižník projektu 68bis Admiral Nachimov, raketový křižník projektu 1134A Admiral Nachimov a raketový křižník projektu 1144.2 Admiral Nachimov (ex Kalinin). SS Admiral Nachimov (ex SS Berlin) byl původně německý, za druhé světové války potopený a následně vyzvednutý a opravený osobní parník.